# Сто франков «Люк-Оливье Мерсон»
Сто франков Мерсон  — французская банкнота, эскиз которой разработан 2 января 1908 года и выпускалась Банком Франции с 3 января 1910 года до замены на банкноту сто франков Сюлли.

## История
Эта банкнота относится к серии банкнот полихромного дизайна, выпускаемых Банком Франции с конца девятнадцатого века. Банкнота выпускалась с мая 1908 года по сентябрь 1939 года и изъята из обращения 4 июня 1945.

## Описание
Авторами банкноты стали художник Люк-Оливье Мерсон, Романьоль и Фридрих Флориан(1858—1926).
Доминирующими цветами банкноты являются синий, жёлтый, оранжевый и серый.
Аверс, все декоративные элементы изображённые на банкноте расположены вокруг центральной стелы. Две женщины: одна символизирует сельское хозяйство, а другая символизирует торговлю. Возле каждой женщины стоит ребёнок.
На реверсе слева изображён кузнец который сидит, опираясь на молоток, а в правой части женщина и девочка символизируют счастье, изображённое в виде рога изобилия с фруктами.
Водяной знак головы Меркурия и Цереры.
Размеры банкноты составляют 182×112 мм.

## Также
- Французский франк